# دون ديفيس (رجل أعمال)
دون ديفيس (بالإنجليزية: Don Davis)‏ هو شخصية أعمال أمريكي، ولد في 10 أبريل 1933، وتوفي في 4 فبراير 2016 في إنديانابوليس في الولايات المتحدة.